# Život na houpačce
Život na houpačce je český televizní pořad vysílaný v roce 2017 na TV Barrandov.

## O pořadu
Moderátorem pořadu byl Michal Jagelka. Pořad rozebíral osudy lidí a problémové situace, které zažili. V každém díle obvykle vystupovaly tři osoby, a to s problémy, které spolu souvisely.